# Linda Gustavson
Linda Gustavson (Estados Unidos, 30 de noviembre de 1949) es una nadadora estadounidense retirada especializada en pruebas de estilo libre, donde consiguió ser campeona olímpica en 1968 en los 4 x 100 metros.

## Carrera deportiva
En los Juegos Olímpicos de México 1968 ganó la medalla de oro en los relevos de 4 x 100 metros libre, la de plata en los 400 metros libre —tras su compañera de equipo Debbie Meyer—, y la de bronce en los 100 metros libre.
Y en los Juegos Panamericanos de 1967 celebrados en Winnipeg, Canadá, ganó el oro en los relevos de 4 x 100 metros estilo libre.